# Tanjung Siram
Tanjung Siram is een bestuurslaag in het regentschap Labuhan Batu van de provincie Noord-Sumatra, Indonesië. Tanjung Siram telt 5136 inwoners (volkstelling 2010).